# Cheikh Gueye
Cheikh Matar Gueye (Thiès, Senegal, 30 de diciembre de 1986), futbolista senegalés. Juega de defensa y su actual equipo es el Dinamo Dresde de la 2. Bundesliga de Alemania. 

## Selección nacional
Ha sido internacional con la Selección de fútbol de Senegal, ha jugado 4 partidos internacionales.

## Clubes
| Club          | País     | Año       |
| ------------- | -------- | --------- |
| US Rail       | Senegal  | ?-2003    |
| ASC Diaraf    | Senegal  | 2003-2005 |
| FC Metz B     | Francia  | 2005-2006 |
| FC Metz       | Francia  | 2006-2011 |
| Dinamo Dresde | Alemania | 2011-     |